# 용흥궁
용흥궁(龍興宮)은 인천광역시 강화군 강화읍에 있는 조선시대의 건축물이다. 1995년 3월 1일 인천광역시의 유형문화재 제20호로 지정되었다.

## 개요
조선 제25대 왕인 철종(재위 1849∼1863)이 왕위에 오르기 전에 살던 집으로 철종이 왕위에 오르자 강화유수 정기세가 건물을 새로 짓고 용흥궁이라 이름을 붙였다. 지붕 옆면이 여덟 팔(八)자 모양인 팔작지붕집이고, 지붕을 받치면서 장식을 겸하는 공포가 기둥 위에만 있는 주심포 양식이다. 용흥궁은 청덕궁의 연경당, 낙선재와 같이 살림집의 유형을 따라 지어져 소박하고 순수한 느낌이 든다. 경내에는 철종이 살았던 옛 집임을 표시하는 비석과 비각이 있다.

## 역사
원래는 강화도에서 농사를 지으며 살고있던 농사꾼 이원범의 집으로 불렸던 곳으로 보잘것없는 초라한 초가집으로 알려졌으나 이원범이 조선왕조 25대 임금인 조선 철종으로 즉위하게 되고 신분이 평민에서 왕족으로 격상됨에 따라 이원범의 집으로 불렸던 초가집을 헐어내고 그 자리에 기와집의 잠저를 지으면서 용흥궁이라는 이름을 짓게 되었다.
원래 철종은 전계대원군의 아들로서 실질적으로는 왕족이었지만 그의 가족들은 왕족 지위를 가지지 못하여 평민으로 신분지위를 가지고 있었고 그 때문에 강화도에서 평민 신분으로 농사를 지으며 강화도의 초가집에서 지내왔던 것으로 알려졌다.

## 안내문
조선 철종(哲宗, 1849~1863)이 왕위에 오르기 전에 거쳐하였던 잠저(暫邸)로 강화유수 정기세가 철종 4년(1853)에 지금과 같은 건물을 짓고 용흥궁이라고 하였다. 좁은 골목 안에 대문을 세우고 행랑채를 두고 있어 창덕궁 낙선재와 같이 소박한 분위기를 풍긴다. 궁 안에는 철종 잠저임을 기록한 비석과 비각이 있다. 지금 남아 있는 건물은 내전 1동, 외전 1동, 벌전 1동 등이다.

## 참고 자료
- 용흥궁 - 국가유산청 국가유산포털